# Inamorata
Inamorata (с итал. — «Возлюбленная») — восемнадцатый студийный альбом американской кантри-рок-группы Poco, выпущенный 16 апреля 1984 года на лейбле Atlantic Records.
Песни для альбома были записаны на пяти различных студиях, а гостевое участие в качестве бэк-вокалистов приняли участники оригинального состава Poco Ричи Фьюрей, Джордж Грантхэм и Тимоти Би Шмит. В некоторых песнях на ударных и перкусии сыграл бывший барабанщик Фрэнка Заппы и известный сессионщик Винни Колаюта. Однако альбом достиг лишь 167 позиции в чарте Billboard 200.
Композиция «Days Gone By», написанная Полом Коттоном, была выпущена в качестве сингла и заняла 80 место в чарте Billboard Hot 100.

## Список композиций
1. «Days Gone By» (Пол Коттон) — 3:50
2. «This Old Flame» (Рид Нильсон) — 3:02
3. «Daylight» (Расти Янг) — 3:55
4. «Odd Man Out» (Коттон) — 3:06
5. «How Many Moons» (Коттон) — 4:30
6. «When You Love Someone» (Янг) — 4:03
7. «Brenda X» (Коттон) — 3:38
8. «Standing in the Fire» (Коттон) — 3:46
9. «Save a Corner of Your Heart» (Янг) — 3:41
10. «The Storm» (Янг) — 4:25

## Участники записи
- Пол Коттон — гитара, вокал, продюсер
- Расти Янг — стил-гитара, гитара, вокал, продюсер
- Стив Чапман — ударные, перкуссия
- Ким Баллард — клавишные, вокал

Приглашённые музыканты
- Ричи Фьюрей — вокал
- Джордж Грантхэм — вокал
- Тимоти Би Шмит — вокал
- Стив Форман — ударные, перкуссия
- Винни Колаюта — ударные, перкуссия
- Джордж Доеринг — гитара, вокал
- Ричард Гиббс — клавишные
- Рэнди Кербер — клавишные
- Нил Стабенхаус — бас-гитара
- Джон Чиккарелли — продюсер, инженер
- Стэн Уоттс — обложка